# Hymenocallis occidentalis
Hymenocallis occidentalis là một loài thực vật có hoa trong họ Amaryllidaceae. Loài này được (Leconte) Kunth mô tả khoa học đầu tiên năm 1850.